# Buñuel y la mesa del rey Salomón
Buñuel y la mesa del rey Salomón es una película española de 2001, dirigida por Carlos Saura, en la que Dalí, Lorca y Buñuel se convierten en los protagonistas de la misma.

## Sinopsis
En el Toledo de los años 20, unos jóvenes amigos (Luis Buñuel, Federico García Lorca y Salvador Dalí) investigan el paradero de la misteriosa mesa del rey Salomón.